# Свети мученик Вакх Нови
Свети Вакх Нови је хришћански мученик и светитељ из Палестине.
Живео је у време цара Константина VI и царице Ирине. Родитељи су му били хришћани. Његов отац је, док је он био дете, одбацио хришћанство и примио ислам и своје петоро деце је даље васпитавао по муслиманскиим законима.  Након његове смрти, трећи од његових синова Дахак је одлучио да прими хришћанство уз подршку мајке, која је сачувала хришћанску веру.
Дахак је потом отпутовао у Јерусалим. Тамо је у лаври светога Саве Освећеног, примио свето крштење, и на крштењу добио име Вакх. Убрзо затим се и замонашио. Као монах је дуго живео у посту и уздржању, украшавајући себе и осталим врлинама. 
Чувши за то и његова браћа су се крстили и постали хришћани. Један од њих, остао је муслиман и он је издао Вакха муслиманским властима. Због тога је ухапшен и одведен војводи града Јерусалима и судијама. Пред њима је свети Вакх неустрашиво исповедио веру у Исуса Христа истинитог Бога, и осудио ислам као лажну веру. Због тога је осуђен на смрт одсецањем главе.
Православна црква помиње светога Вакха 15. (28.) децембра.